# Achilles Reeg
Achilles Reeg (* 3. März 1899 in Neu-Isenburg; † 27. Mai 1980 in Bad Soden am Taunus) war ein deutscher Leichtathlet, der sich auf den Stabhochsprung spezialisiert hatte.

## Sportliche Karriere
Reeg startete 1921 für den TV Neu-Isenburg, von 1922 bis 1924 für Eintracht Frankfurt und ab 1925 für den SV Neu-Isenburg. 1931 trat er für Opel Rüsselsheim an und kehrte 1932 zum SV Neu-Isenburg zurück.
Bei Deutschen Meisterschaften siegte er 1925 und 1927 in Berlin, 1924 in Stettin wurde er Zweiter hinter Alfred Lehniger.
Von 1923 bis 1931 nahm Reeg an sieben Länderkämpfen teil. Am 31. August 1930 sprang er beim Länderkampf gegen die Schweiz 3,90 Meter und damit die größte Höhe seiner Karriere.
Reeg war von Beruf Werkzeugmacher.